# Драго Марушич
Драго Марушич (Опатје село, 10. децембар 1884 — Горица, 30. септембар 1964), словеначки правник и југословенски политичар.

## Биографија
Рођен је 1884. године у Опатјем Селу. Гимназију је завршио у Горици, а дипломирао право 1911. године у Прагу. После тога је био адвокатски приправник у Горици и секретар Словеначке националне странке за Горишку.
Августа 1914. побегао је из аустријске војске у Русију, а 1915. прешао је као добровољац у Србију. Као члан Југословенског одбора, прешао је 1916. са Крфа у Рим, а 1917. у САД где је основао Словеначки национални савез.
Учествовао је у мировној конференцији у Паризу, а до 1922. био је генерални секретар југословенске делегације у Репарационој комисији. Затим је био адвокат у Љубљани, главни секретар Самосталне сељачке странке и председник Савеза словеначких задруга.
Пројугословенски оријентисан, од децембра 1930. до фебруара 1935. био је бан Дравске бановине, а затим до јуна 1935. министар у влади Богољуба Јевтића. након петомајских избора 1935. био је изабран за народног посланика у Скупштини.
Априла 1941. био је један од организатора Сошко-истарске легије у одбрани Југославије и добровољац у Априлском рату. Лета 1941. постао је члан Врховног пленума Ослободилачког фронта Словеније.
Фебруара 1942. италијански војници су га ухапсили, затворили у Падови и затим интернирали. Након капитулације Италије 1943. пуштен је из затовра и дошао у словеначко приморје, где је постао члан Покрајинског одбора ОФ и СНОВ.
После споразума Тито-Шубашић био је именован за министра југословенске владе у Лондону, затим у влади ДФ Југославије. Затим је до 1948. године био министар ПТТ у влади ФНРЈ.
Био је члан АВНОЈ-а, савезни народни посланик, члан Главног одбора ССРН Словеније и председник Црвеног крста Словеније.
Умро је 1964. године у Горици.
Носилац је Партизанске споменице 1941. и других југословенских одликовања, међу којима су — Орден заслуга за народ са златним венцем и Орден братства и јединства са сребрним зрацима.